# Póvoa de El-Rei
Póvoa de El-Rei is een plaats (freguesia) in de Portugese gemeente Pinhel en telt 74 inwoners (2001).